# José Lindarte
José Lindarte (Rubio, estado Táchira) es un ex-ciclista profesional venezolano.
Ganador de la Vuelta al Táchira y Vuelta a Venezuela, además de otras competiciones.

## Palmarés
1983
- 2º en Clasificación General Final Vuelta a Venezuela  Venezuela

1985
- 1º en Clasificación General Final Clásico Virgen de la Consolación de Táriba  Venezuela
- 1º en Vuelta al Táchira  Venezuela

1986
- 1º en Clasificación General Final Clásico Virgen de la Consolación de Táriba  Venezuela
- 2º en Clasificación General Final Vuelta al Táchira  Venezuela

1987
- 1º en Clasificación General Final Clásico Virgen de la Consolación de Táriba  Venezuela
- 1º en Clasificación General Final Vuelta a Venezuela  Venezuela

1988
- 3º en 1ª etapa parte B Vuelta al Táchira, El Pinar  Venezuela
- 4º en 5ª etapa Vuelta al Táchira, Tovar  Venezuela

1989
- 1º en Clasificación General Final Vuelta Independencia Nacional  República Dominicana

1990
- 3º en Clasificación General Final Vuelta Independencia Nacional  República Dominicana

## Equipos
- 1980  Lotería del Táchira
- 1987  Desurca Cadafe